# Винников, Сергей Владимирович
Сергей Владимирович Винников (27 ноября 1959, Мещовск, Калужская область) — российский режиссёр, продюсер, педагог.

## Биография
- 1967—1977 — обучение в Мещовской средней школе. Окончил 10 классов с Золотой медалью.
- 1977—1981 — обучение в Московском государственном институте культуры (кафедра режиссуры и мастерства актёра, курс Г.А. Калашниковой). Диплом с отличием. Стажировка в качестве режиссёра в Московском академическом музыкальном театре им. Станиславского и Немировича-Данченко под руководством Л.Д. Михайлова.
- 1981—1986 — режиссёр-постановщик Народного оперного театра при ЦДКЖ, режиссёр-постановщик Народного драматического театра ЗИЛ, преподаватель кафедры режиссуры и мастерства актёра МГИК.
- 1982—1986 — корреспондент Главной редакции информации Центрального телевидения СССР («Новости» и программа «Время»).
- 1983—1986 — обучение в аспирантуре Театрального училища им. Щукина по специальности «Режиссёр драматического театра» (курс В.А. Эуфера).
- 1987—1992 — режиссёр-постановщик, главный режиссёр Государственного центрального концертного зала «Россия».
- 1992—1997 — президент Российского национального оргкомитета Международного фестиваля искусств «Славянский базар», президент и генеральный продюсер Международной корпорации «Славянский базар», Президент Евразийской Ассоциации создателей фестивалей (ЕАСОФ/EACOF). Генеральный продюсер и главный режиссёр телемарафона «Славянский мир приветствует Москву», проведенного в рамках празднования 850-летия Москвы.
- 1998—2002 — работа по трудовым договорам с ведущими телекомпаниями, создание телевизионных программ и фильмов.
- 2002—2012 — Главный режиссёр и продюсер Московского праздника Мороженого, всероссийского фестиваля «Интермузей».
- 2002—2014 — Креативный директор компании «Nicko Travel Group» — создание постановочных программ для ведущих российских и зарубежных компаний среди которых — Microsoft, Nestlé, Peugeot, Mars, Johnson & Johnson, Teva Pharmaceutical Industries, Volvo, Сбербанк России, РАО ЕЭС, Лукойл и многие другие.
- 2015  по сегодняшний день — Профессор кафедры режиссуры театрализованных представлений и праздников и кафедры менеджмента и культурологии в Институте современного искусства.
- 2019 К 60-летию режиссёра Институт современного искусства издал книгу Сергея Винникова «Режиссура жизни»

## Творческая деятельность
Автор более 150 сценариев театрализованных программ, телевизионных фильмов, фестивалей и конкурсов.
Осуществил более 600 постановок спектаклей, театрализованных и телевизионных программ, в 25 странах мира на таких площадках как: Красная площадь, Государственный Кремлёвский дворец, Колонный зал Дома Союзов, Брестская крепость, Государственный центральный концертный зал «Россия», Государственный Академический Малый Театр, Московский Художественный Академический Театр (МХАТ им. М. Горького), Театр имени Моссовета, Московский Театр «Новая Опера», Московский академический музыкальный театр им. К. С. Станиславского и В. И. Немировича-Данченко, Московский дворец молодёжи, Московский международный Дом музыки, Дворец Культуры и Науки (Польша, Варшава), Budapest Congress Centre (Венгрия, Будапешт), Alexanderplatz (ФРГ, Берлин), Олимпийский парк (Южная Корея, Сеул), Дворец спорта «Дом Боливариано» (Венесуэла, Баркисимето), Театр «Олимпия» (Франция, Париж), Дворец фестивалей и конгрессов (Франция, Канны), Národní divadlo (Чехия, Прага), Pafos Medieval Fort (Кипр, Пафос), Дамасский театр оперы (Сирия, Дамаск) и многих других.
Постоянно сотрудничал с различными телевизионными каналами: ЦТ СССР, Телеканал «Останкино», ОРТ, Первый канал, РТР, НТВ, НТВ-Плюс, ТВ Центр, Телеканал «Культура», Inter, ОНТ, BBC и многими другими. Общий объём вещания программ, созданных при участии Винникова С. В., составляет более 350 часов, из которых 200 часов — прямые эфиры.
Работал в составе жюри многих международных фестивалей и конкурсов: «Азия Дауысы» (Голос Азии) Казахстан, «Золотой Орфей» Болгария, «Белградская Весна» Сербия (Югославия), «Песни Вильнюса» Литва, «Ступень к Парнасу» Россия, «Мелодии и песни Памук-Кале» Турция, Всероссийский конкурс артистов эстрады (Россия) и многих других
Автор идеи и создатель Международного фестиваля искусств «Славянский базар», главный режиссёр и генеральный продюсер фестиваля (1992 −1998 гг.).
Член Международного союза деятелей эстрадного искусства (c 1996 г.)
Работал со многими известными деятелями культуры и искусства: Александр Градский, Александр Гримм, Александр Малинин, Александр Мальков, Александр Михайлов, Александра Пахмутова, Александра Пермякова и Государственный академический русский народный хор имени М. Е. Пятницкого,  Алла Пугачёва, Андрей Павловский, Андрей Петров, Бари Алибасов и группа «На-на», Борис Брунов, Борис Краснов, Валентина Толкунова, Валерий Леонтьев, Василий Лановой, Вениамин Смехов, Владимир Мулявин и ансамбль «Песняры», Вячеслав Добрынин, Галина Кмит, Джорджи Марьянович, Дмитрий Певцов, Евгений Евтушенко, Елена Щербакова и государственный академический ансамбль народного танца им. Игоря Моисеева, Ефим Шифрин, Игорь Лученок, Игорь Тальков, Иоаким Шароев, Иосиф Кобзон, Клара Новикова, Лариса Долина, Лили Иванова, Лора Квинт, Людмила Зыкина, Максим Аверин, Мария Мульяш, Махмуд Эсамбаев, Мира Кольцова и Государственный академический хореографический ансамбль "Берёзка" им. Н.С. Надеждиной, Мишель Легран (Michel Legrand), Надежда Бабкина и ансамбль «Русская песня», Николай Расторгуев и группа «Любэ», Петр Шаболтай, Ричард Клайдерман (Richard Klayderman), Сергей Безруков, София Ротару, Филипп Киркоров, Эдита Пьеха, Юрий Антонов, Юрий Саульский и многими другими.

## Основные постановочные проекты
| Год         | Постановочный проект | Должность                                        | Место проведения, ТВ трансляция                                                                                              |
| ----------- | --- | ------------------------------------------------ | --- |
| 1980        | Дж. Гершвин «Порги и Бесс» — опера | ассистент режиссёра                              | Музыкальный Академический театр им. К. С. Станиславского и Вл. И. Немировича-Данченко                                        |
| 1981        | Р. Леонкавалло «Паяцы» — опера | режиссёр-постановщик                             | Оперный театр ЦДКЖ |
| 1982        | П. Масканьи «Сельская честь» | режиссёр-постановщик                             | Оперный театр ЦДКЖ |
| 1983        | А. Н. Островский «Без вины виноватые» | режиссёр                                         | Народный театр ЗИЛ |
| 1984        | С. Соловейчик «Изгнание Палагиных» | режиссёр                                         | Народный театр ЗИЛ |
| 1985        | М. Рощин «Эшелон» | режиссёр-постановщик                             | Народный театр ЗИЛ |
| 1986        | Юбилейный вечер, посвящённый 50-летию Народного театра ЗИЛ | режиссёр-постановщик                             | Народный театр ЗИЛ |
| 1987        | В. Шендерович. Эстрадное представление «С Днём рождения, Время!» | главный режиссёр                                 | ГЦКЗ «Россия», Центральное телевидение СССР                                                                                  |
| 1987        | С. Пенкина, С. Винников. Поэтический мюзикл «Во весь голос!» | режиссёр-постановщик                             | Белорусский Государственный вокально-инструментальный ансамбль «Песняры»                                                     |
| 1998        | Международный детский фестиваль «Музыка нашего детства» | автор сценария, главный режиссёр                 | г. Свердловск, Свердловское телевидение, Центральное телевидение СССР                                                        |
| 1988        | С. Винников, В. Жук. Эстрадный спектакль «Пусть музыка звучит на танцплощадке»                                                                                      | режиссёр-постановщик                             | ГЦКЗ «Россия», Центральное телевидение СССР                                                                                  |
| 1988        | Дни Москвы в Варшаве | главный режиссёр                                 | Дворец культуры и науки г. Варшава                                                                                           |
| 1988        | С. Винников. Театрализованное представление, посвященное первому Дню Москвы «Мелодии Московских улиц»                                                               | главный режиссёр                                 | ГЦКЗ «Россия», Центральное телевидение СССР                                                                                  |
| 1989        | Конкурс «Московская красавица» | режиссёр-постановщик                             | ГЦКЗ «Россия», Центральное телевидение СССР                                                                                  |
| 1989        | Дни Москвы в Будапеште | главный режиссёр                                 | Дворец конгрессов г. Будапешт                                                                                                |
| 1989        | Дни Москвы в Праге | главный режиссёр                                 | Пражский национальный театр оперы Národní divadlo                                                                            |
| 1990        | Конкурс «Мы — близнецы' 90» | режиссёр-постановщик                             | ГЦКЗ «Россия», Центральное телевидение СССР                                                                                  |
| 1990        | II Всесоюзный Фестиваль польской песни в Витебске | главный режиссёр                                 | Амфитеатр г. Витебск, Центральное телевидение СССР                                                                           |
| 1990        | Музыкальный фестиваль «МузЭко' 90» | режиссёр-постановщик                             | Стадион «Шахтёр» г. Донецк, Центральное телевидение СССР                                                                     |
| 1990        | 62 церемония вручения премии Американской Киноакадемии «Оскар» (российская часть)                                                                                   | режиссёр-постановщик                             | ГЦКЗ «Россия», Центральное телевидение СССР, Телеканал ABC (USA)                                                             |
| 1990        | Творческий вечер композитора А. Н. Пахмутовой | режиссёр-постановщик                             | ГЦКЗ «Россия», Центральное телевидение СССР                                                                                  |
| 1991        | Конкурс «Российский бизнесмен» | режиссёр-постановщик                             | ГЦКЗ «Россия», Центральное телевидение СССР                                                                                  |
| 1991        | Юбилейный вечер, посвящённый 50-летию Андрея Миронова «Андрею — 50. Придут друзья»                                                                                  | режиссёр-постановщик                             | ГЦКЗ «Россия», Центральное телевидение СССР                                                                                  |
| 1991        | Дни Москвы в Праге | главный режиссёр                                 | Пражский Национальный театр оперы и балета                                                                                   |
| 1991        | Гала-концерт «Москва — Брест — Берлин: новая дорога» | главный режиссёр                                 | ГЦКЗ «Россия», Центральное телевидение СССР                                                                                  |
| 1991        | Творческий вечер композитора Юрия Саульского «Не покидай меня, любовь»                                                                                              | режиссёр-постановщик                             | ГЦКЗ «Россия», Центральное телевидение СССР                                                                                  |
| 1991        | Концерт-реквием в Брестской крепости, посвящённый 50-летию начала Великой Отечественной войны                                                                       | режиссёр-постановщик                             | Брестская Крепость, Центральное телевидение СССР, EBU (Еuropean Broadcasting Union)                                          |
| 1991        | Гала-концерт «Русский рок в Берлине» | режиссёр-постановщик                             | Берлин, Александр-платц |
| 1991        | Программа «100 дней Президента России» | режиссёр-постановщик                             | Государственный Кремлёвский дворец, РТР                                                                                      |
| 1991        | Юбилейная программа, посвященная 20-летию Государственного центрального концертного зала «Россия»                                                                   | главный режиссёр                                 | ГЦКЗ «Россия», Центральное телевидение СССР                                                                                  |
| 1992        | Программа «Цветы Софии Ротару» | режиссёр-постановщик                             | ГЦКЗ «Россия», ОРТ |
| 1992        | Дни России в Венесуэле | главный режиссёр                                 | г. г. Каракас, Баркисименто                                                                                                  |
| 1992        | I Международный музыкальный фестиваль «Славянский базар» | главный режиссёр, генеральный продюсер           | г. Витебск, Телеканал «Останкино», ЦТ Республики Беларусь, ЦТ Украины.                                                       |
| 1992        | Б. Алибасов, С. Винников. Шоу-программа «История одного бенефиса»                                                                                                   | режиссёр-постановщик                             | ГЦКЗ «Россия», Телеканал «Останкино»                                                                                         |
| 1993        | II Международный музыкальный фестиваль «Славянский базар» | главный режиссёр, генеральный продюсер           | г. Витебск, РТР, БНТ, Inter.                                                                                                 |
| 1994        | III Международный музыкальный фестиваль «Славянский базар» | главный режиссёр, генеральный продюсер           | г. Витебск, РТР, БНТ, Inter.                                                                                                 |
| 1995        | Юбилейный вечер, посвящённый 200-летию А. С. Грибоедова | режиссёр-постановщик                             | Колонный зал Дома союзов, РТР.                                                                                               |
| 1995        | Телевизионный проект «Далеко от Войны», посвящённый 50-летию Победы. «Такоград», «Дорога-Дорога», «Молодые поют о войне»                                            | режиссёр-постановщик                             | г. Челябинск, Красноярск, Москва, Брест, ОРТ                                                                                 |
| 1995        | IV Международный фестиваль искусств «Славянский базар» | главный режиссёр, генеральный продюсер           | г. Витебск, РТР, БНТ, Inter.                                                                                                 |
| 1995        | Праздничный концерт, посвящённый Дню милиции | режиссёр-постановщик                             | ГЦКЗ «Россия», ОРТ |
| 1995        | Конкурс «Краса России» | режиссёр-постановщик                             | ГЦКЗ «Россия», РТР |
| 1996        | V Международный фестиваль искусств «Славянский базар» | главный режиссёр, генеральный продюсер           | г. Витебск, РТР, БНТ, Inter.                                                                                                 |
| 1996        | Творческий вечер композитора Андрея Петрова | режиссёр-постановщик                             | г. Витебск, РТР, БНТ, Inter.                                                                                                 |
| 1996        | Конкурс «Miss & Mister Cinema» | режиссёр-постановщик                             | ГЦКЗ «Россия», РТР |
| 1996        | Церемония вручения премии «Овация» | режиссёр-постановщик                             | Государственный Академический Малый театр, НТВ                                                                               |
| 1996        | Дни России в Южной Корее | главный режиссёр                                 | г. Сеул, Олимпийский Дворец спорта                                                                                           |
| 1996        | Юбилейная программа, посвященная 25-летию Государственного центрального концертного зала «Россия»                                                                   | режиссёр-постановщик                             | ГЦКЗ «Россия», РТР |
| 1997        | Гала-концерт, посвящённый подписанию Договора о создании Союза Беларуси и России                                                                                    | режиссёр-постановщик                             | Государственный Кремлёвский дворец, РТР                                                                                      |
| 1997        | VI Международный фестиваль искусств «Славянский базар» | главный режиссёр, генеральный продюсер           | г. Витебск, РТР, БНТ, Inter.                                                                                                 |
| 1997        | Телемарафон «Славянский мир приветствует Москву!», посвящённый 850-летию Москвы                                                                                     | главный режиссёр, генеральный продюсер           | Красная Площадь, ТВЦ, РТР, 1TB, государственные телеканалы Белоруссии, Болгарии, Македонии, Польши, Сербии, Словении, Чехии  |
| 1998        | VII Международный фестиваль искусств «Славянский базар» | главный режиссёр, генеральный продюсер           | г. г. Одесса, Саратов, ТВЦ, НТВ Inter.                                                                                       |
| 1999 — 2000 | Создание цикла телевизионных программ «Весь мир — театр» | Автор, режиссёр, ведущий                         | BBC Television |
| 2001        | Музыкальная программа «Сан-Ремо в Кремле» | режиссёр-постановщик                             | Государственный Кремлёвский дворец, Первый канал                                                                             |
| 2002        | Торжественный вечер, посвящённый 300-летию российской школы фехтования                                                                                              | режиссёр-постановщик                             | Московский Дворец Молодёжи                                                                                                   |
| 2003        | Телевизионный проект «Звезды ринга» | режиссёр-постановщик                             | ДС «Крылья советов», аэродром «Касимов» С-Петербург, ТВ7                                                                     |
| 2003        | Фестиваль телевизионных программ «Бархатный сезон» | сопродюсер                                       | Ростов-на-Дону, Ялта, Севастополь, Бургас, Несебр, Одесса                                                                    |
| 2004        | Всероссийский музейный фестиваль «Интермузей — 2004» | режиссёр-постановщик                             | ВВЦ, Театр Новая Опера |
| 2004        | 58 чемпионат мира по бодибилдингу | режиссёр-постановщик                             | ЦМТ, Московский Международный дом музыки, НТВ+                                                                               |
| 2005        | Всероссийский музейный фестиваль «Интермузей — 2005» | режиссёр-постановщик                             | ВВЦ, Центральный детский театр                                                                                               |
| 2005        | Церемония вручения премии Рунета | режиссёр-постановщик                             | ВВЦ, ТВЦ |
| 2006        | Московский праздник мороженого | главный режиссёр, продюсер                       | ЦПКО «Сокольники» |
| 2006        | Всероссийский музейный фестиваль «Интермузей — 2006» | режиссёр-постановщик                             | ВВЦ, МХАТ им. М. Горького |
| 2006        | Программа «Балет индустриальных машин» | режиссёр-постановщик                             | г. Казань, Ипподром |
| 2006        | Церемония вручения Строгановской премии, Съезд Пермского землячества                                                                                                | режиссёр-постановщик                             | Московский Дворец Молодёжи                                                                                                   |
| 2006        | Шоу программа «Janssen Vision» | режиссёр-постановщик                             | Греция, Aldemar Peloponnesos                                                                                                 |
| 2007        | Московский Праздник Мороженого | главный режиссёр, продюсер                       | ЦПКО «Сокольники» |
| 2007        | Всероссийский музейный фестиваль «Интермузей — 2007» | режиссёр-постановщик                             | ВВЦ, Театр Моссовета |
| 2007        | Юбилейная программа, посвященная 15-летию компании Microsoft Russia                                                                                                 | режиссёр-постановщик                             | Крокус Экспо |
| 2008        | Московский Праздник Мороженого | главный режиссёр, продюсер                       | ЦПКО «Сокольники» |
| 2008        | Всероссийский музейный фестиваль «Интермузей — 2008» | режиссёр-постановщик                             | ВВЦ, Малый театр |
| 2008        | Программа, посвященная 125-летию Государственного исторического музея                                                                                               | режиссёр-постановщик                             | Красная площадь |
| 2008        | Программа «Show must go on!» | режиссёр-постановщик                             | Клуб «Opera» |
| 2009        | Московский праздник мороженого | главный режиссёр, продюсер                       | ЦПКО «Сокольники» |
| 2009        | Всероссийский музейный фестиваль «Интермузей — 2009» | режиссёр-постановщик                             | ВВЦ, Театр Новая опера |
| 2010        | Московский Праздник Мороженого | главный режиссёр, продюсер                       | ЦПКО «Сокольники» |
| 2010        | Всероссийский музейный фестиваль «Интермузей — 2010» | режиссёр-постановщик                             | ВВЦ, Театр Новая опера |
| 2010        | Шоу программа «Teva Vision» | режиссёр-постановщик                             | Кипр, Пафос, портовая площадь                                                                                                |
| 2010        | Юбилейные торжества и Аэрошоу, посвященные 70-летию Казанского вертолётного завода                                                                                  | режиссёр-постановщик                             | г. Казань, Театр оперы и балета им. М. Джалиля, лётное поле КВЗ                                                              |
| 2011        | Московский Праздник Мороженого | главный режиссёр, продюсер                       | ЦПКО «Сокольники» |
| 2011        | Шоу программа «Big Difference» | режиссёр-постановщик                             | Турция, Rixos Sungate |
| 2012        | Московский Праздник Мороженого | главный режиссёр, продюсер                       | ЦПКО «Сокольники» |
| 2012        | Постановочные программы для компаний Atlas Copco, Akrikhin, Natur Produkt                                                                                           | режиссёр-постановщик                             | Турция, Стамбул, Анталья. Старая Купавна                                                                                     |
| 2015        | Программы для компании Газпром-Медиа — «Презентация нового телевизионного сезона» и «О Боже, как похоже!»                                                           | режиссёр-постановщик                             | Radisson Royal Hotel, Moscow                                                                                                 |
| 2016        | Музыкальный спектакль «Мне не забыть тех песен», посвящённый 75-летию В. Мулявина                                                                                   | режиссёр-постановщик                             | Государственный Кремлёвский Дворец                                                                                           |
| 2016        | Международный фестиваль патриотической песни «Красная гвоздика» | генеральный продюсер, режиссёр-постановщик       | Государственный академический музыкальный театр Республики Крым, г. Симферополь                                              |
| 2016        | Всероссийский фестиваль «Мы — россияне!» | продюсер, режиссёр-постановщик                   | Государственный историко-археологический музей-заповедник «Херсонес Таврический», г. Севастополь                             |
| 2017        | Гала-концерт, посвящённый 50-летию легендарного Фестиваля патриотической песни «Красная гвоздика собирает друзей»                                                   | продюсер, режиссёр-постановщик                   | Колонный зал Дома Союзов, ОТР                                                                                                |
| 2017        | 25-летие Института Современного Искусства, праздник «Все музы будут в гости к нам»                                                                                  | режиссёр-постановщик                             | Москва, парк «Эрмитаж», ИСИ-ТВ                                                                                               |
| 2017        | Фестиваль #МойЕвтушенко, Поэтический вечер, посвященный памяти Е. А. Евтушенко                                                                                      | Генеральный продюсер, режиссёр-постановщик       | Москва, Красная площадь, Россия 1                                                                                            |
| 2017        | Фестиваль #МойЕвтушенко, «Евгений Евтушенко в симфонической музыке»                                                                                                 | Генеральный продюсер, режиссёр-постановщик       | Большой зал Московской консерватории, ИСИ-ТВ                                                                                 |
| 2017        | Фестиваль #МойЕвтушенко, Музыкально-поэтический спектакль «Если будет Россия, значит, буду и я»                                                                     | Генеральный продюсер, режиссёр-постановщик       | Государственный Кремлёвский Дворец, Россия 1                                                                                 |
| 2018        | Композитор Лора Квинт. Симфоническая и театральная музыка. Юбилейный вечер.                                                                                         | Генеральный продюсер, режиссёр-постановщик       | Московский международный дом музыки, ИСИ-ТВ                                                                                  |
| 2019        | Пушкинский театральный карнавал в Больших Вязёмах, посвященный 220-летию со дня рождения Поэта                                                                      | Главный режиссёр                                 | Государственный историко-литературный музей-заповедник А. С. Пушкина , 360°                                                  |
| 2019        | Церемонии открытия и закрытия XIV Международных молодёжных Дельфийских Игр государств-участников СНГ                                                                | Режиссёр-постановщик                             | Vegas City Hall, 360° |
| 2020        | Всероссийский фестиваль-конкурс «Правнуки о Победе» | Автор сценария и режиссёр-постановщик            | Институт современного искусства, VK, YouTube                                                                                 |
| 2021        | Российские артисты - воинам России, концертная программа, посвящённая 75-летию Сирийской Арабской Республики                                                        | Режиссёр-постановщик                             | Сирия, Латакия, Группировка войск ВС РФ в САР, авиабаза Хмеймим, Россия 1, Россия 24, ТВЦ, Звезда, SANA                      |
| 2021        | Из России с любовью, концертная программа, в поддержку гуманитарной миссии помощи сирийскому народу по возвращению беженцев и временно перемещённых на родную землю | Режиссёр-постановщик                             | Сирия, Дамаск, Дамасский театр оперы, SANA                                                                                   |
| 2022        | …Больше, чем поэт, программа посвящённая 90-летию со дня рождения Евгения Евтушенко                                                                                 | Режиссёр-постановщик, генеральный продюсер акции | Москва, Красная площадь Институт современного искусства и Президентский фонд Культурных инициатив, Культура, Звезда, YouTube |
| 2022        | Торжественный вечер, посвящённый 90-летию со дня рождения Евгения Евтушенко и церемония награждения премией «Поэт в России - больше, чем поэт»                      | Режиссёр-постановщик, генеральный продюсер акции | Институт современного искусства и Президентский фонд Культурных инициатив, Московский международный Дом музыки, РТР-К        |
| 2022        | Гала-Концерт, посвящённый 30-летию Института современного искусства                                                                                                 | Режиссёр-постановщик                             | Vegas City Hall VK, Yotube                                                                                                   |
| 2023        | Гала-концерт «Поклонимся великим тем годам» | Режиссёр-постановщик                             | ДК им. Ленина г. Луганск (ЛНР)                                                                                               |
| 2023        | Мультимедийный концерт "Бабийй Яр", посвященный 80 летию освобождения Киева от немецкко-фашистских захватчиков                                                      | Режиссёр-постановщик                             | Москва, МТС-live Арена |
| 2024        | «Несломленные» музыкально-литературная сюита, посвященная 100 летию со дня рождения героев-молодогвардейцев                                                         | Автор сценария и режиссёр-постановщик            | г. Краснодон пл. Молодой Гвардии (ЛНР), Россия 1                                                                             |